# Château de Vienne-en-Bessin
Le château de Vienne-en-Bessin, aussi appelé Le Vieux Château, est un édifice situé sur le territoire de la commune de Vienne-en-Bessin dans le département français du Calvados.

## Localisation
Le monument est situé dans le département français du Calvados, à l'est du bourg de Vienne-en-Bessin.

## Histoire
Le château date des XVe et XVIIe siècles.

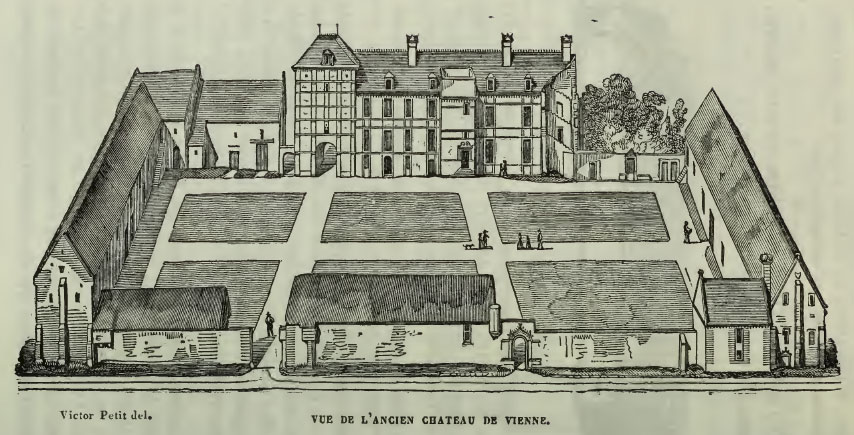
Le château au XIXe siècle (gravure par Victor Petit).

La ferme-manoir est datée du XVe siècle et le colombier est daté pour sa part du XVIIe siècle.
Le complexe conserve un petit portail daté de la fin du XVe siècle.
La seigneurie appartenait aux seigneurs de Creully. Un descendant de la famille, Pierre d'Harcourt cède le complexe à la famille Sillans en 1643.

## Architecture
Le portail est en calcaire, tout comme la ferme-manoir. Il comporte des piliers et également un arc comportant des animaux sculptés assez maladroitement. 
La décoration du colombier est soignée, jouant peut-être « le rôle symbolique du donjon, marque de puissance et de privilèges ».
Certains éléments du château font l'objet d'une inscription comme monument historique depuis le 4 octobre 1932 : les façades et les toitures sur la cour, sur la route et sur la campagne.

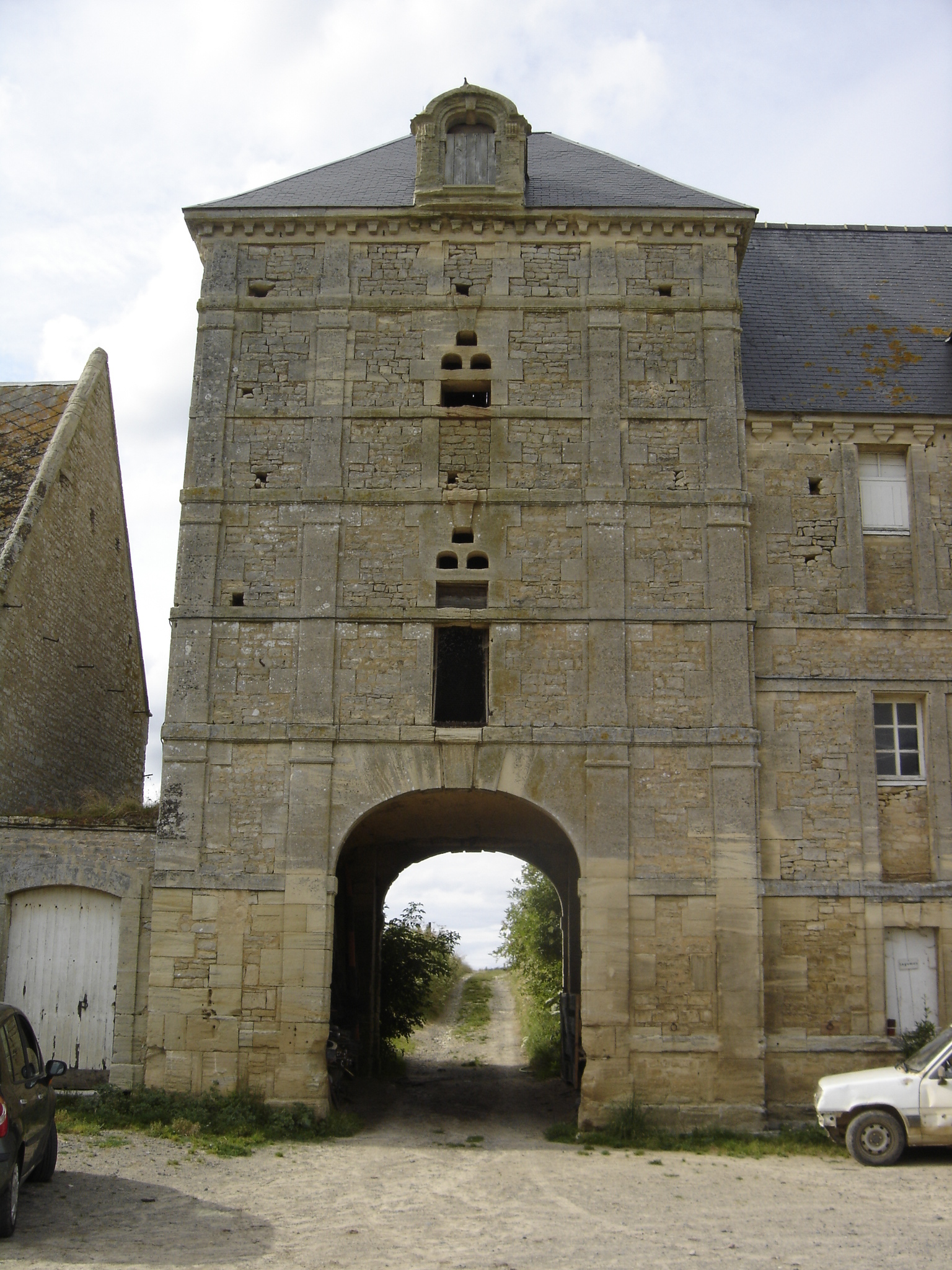
Le colombier-porche.
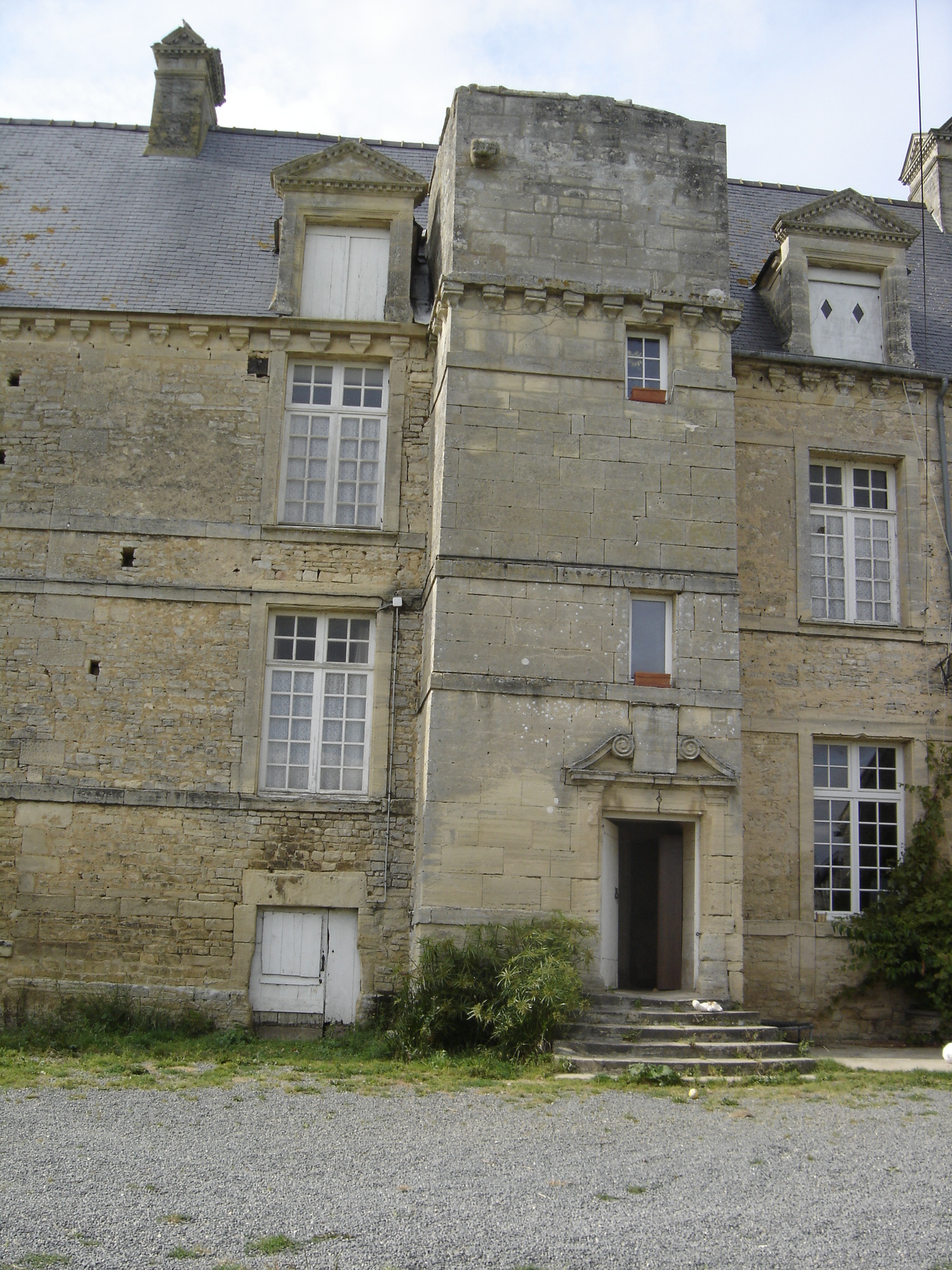
L'entrée.
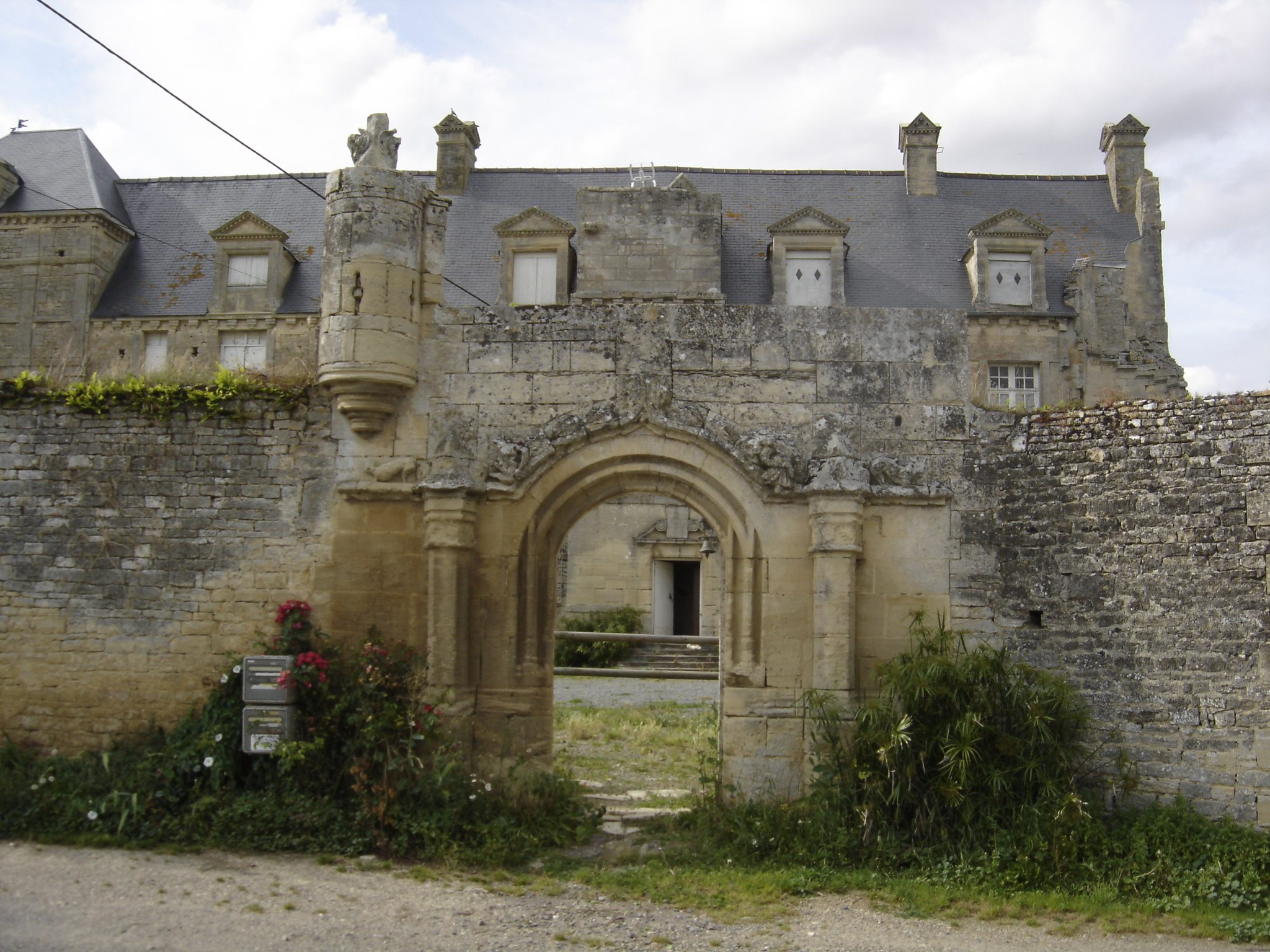
Le portail du XVe siècle.